# Carrà Año 2000
Il Carrà Año 2000 fu la sesta tournée di Raffaella Carrà, effettuata nel 1981. La regia fu curata da Juan Bustos Moyano e i costumi da Milena Pintus e Agnese Costantini.
(Roque De Pedro)
Lo show fu uno dei pochi della cantante a non essere eseguito in Italia ma solo nel territorio dell'America Latina e in Spagna. Era basato seguendo alcune tracce dell'album Mi Spendo Tutto che in questi territori presi il titolo di "Barbara" o "Latino".
La troupe era composta da dieci ballerini, sette tecnici, due costumiste, un coordinatore generale e due manager.
Lo Show sponsorizzava Aerolíneas Argentinas.

## Scaletta
- Raff Shaking (intro)
- Que Loca Estoy
- Buen Amor
- Pedro
- Yo No Se Vinir Sin Ti
- There's No Business
- Hello Dolly
- Steam Heat
- Lucky Star
- Hair
- Day By Day
- Jesus Christ Superstar
- I Got Rhythm
- My Fair Lady
- Can Can
- Susy
- Carrà Carrà
- Maria Marì
- Down By The River Side
- New York, New York
- Innes Marines USA
- Funky Street
- Rapsody In Blue
- Golden Boy
- Is Not She Lovely?
- My Man
- Tutti Frutti
- Wholla Lotta
- Night And Day
- Memphis Tennessee
- Are You Lonesome Tonight
- Baby Face
- Lola
- Raff Shaking
- Ringraziamenti
- Fiesta
- Rumore

## Troupe
- Ballerini
  - John Alasdair
  - Saverio Ariemma
  - Claudio Cilli
  - Bartolomeo Giulio Di Coraro
  - Raul Cordoba
  - Giuseppe Dibella
  - Marco Garofalo
  - Sergio Japino
  - Walter Lucchini
  - Ferdinando Piscitelli
- Tecnici Del Suono E Luci
  - Mario Toscano
  - Michael Thomas Brill
  - Giuseppe Dandolo
  - Rudy Guercini
  - Sebastiano Pallotino
  - Ferdinando Scarpa
  - Claudio Veschini
- Costumi
  - Milena Pintus
  - Agnese Costantini
- Coordinatore Generale
  - Juan Bustos Moyano
- Manager
  - Hector Marrone
  - Ovidio Garcia